# Otto Zitko

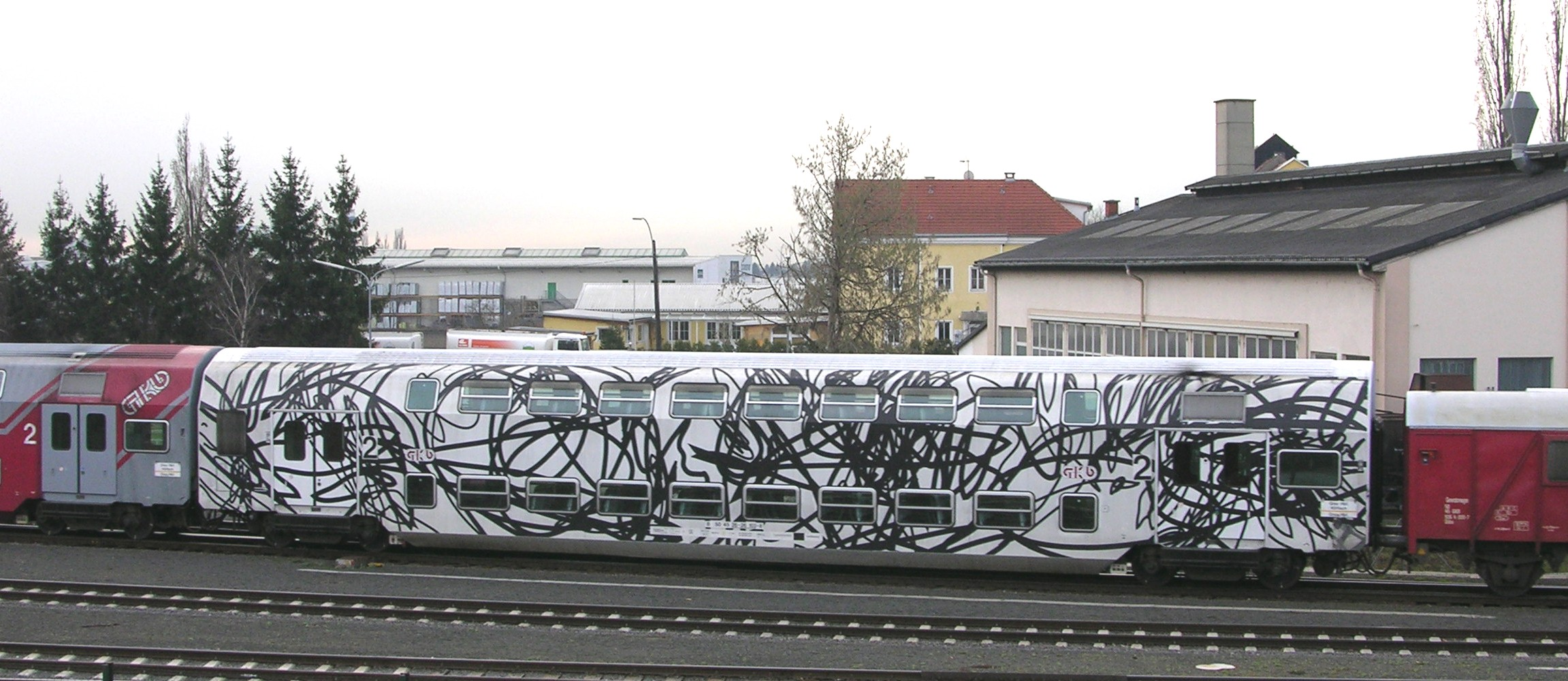
Von Otto Zitko gestalteter Doppelstockwagen der GKB im Rahmen von Graz 2003 – Kulturhauptstadt Europas.

Otto Zitko (* 14. Februar 1959 in Linz) ist ein österreichischer Künstler. Er lebt und arbeitet in Wien.

## Leben
Otto Zitko besuchte in Wels ein Gymnasium, studierte von 1977 bis 1982 an der Hochschule für Angewandte Kunst in Wien bei Herbert Tasquil und Peter Weibel. Seine ersten Ausstellungen fanden 1978 im Künstlerhaus Wien und 1982 in der Galerie Peter Pakesch statt. Seit den 1980er Jahren beschäftigt sich Otto Zitko mit der Zeichnung als malerisches Mittel, die er, von der Ölmalerei kommend, nicht als vorbereitende Skizze oder Studie zur Malerei betrachtet, sondern als „Zeichnung, vom Standpunkt der Malerei aus argumentiert“.

## Auszeichnungen
- 1996: Otto-Mauer-Preis
- 2004: Preis der Stadt Wien für Bildende Kunst
- 2017: Kulturpreis des Landes Oberösterreich[1]

## Kunst
Als nichtmalender Maler ist Zitko ein „realistischer Abstrakter der alternden Moderne, eine avantgardistische Künstlerfigur, die in der Perfektion des Noch-Nicht mit dem Nie-Erreichten und dem Un-Vollendeten in Vollendung arbeitet – insofern ist er auch Romantiker: die Realität seiner Linie ist zugleich der Traum auf und in ihr unterwegs zu sein.“ (Herbert Lachmayer)
Bei Otto Zitko bestimmt der Raum die Form und den Inhalt. Zentrales Gestaltungselement ist die scheinbar endlos über großformatige Bildtafeln, Blätter oder Wände fortlaufende Linie, die mit Malerrollen oder dicken Ölstiften aufgetragen wird. Hinter dem vermeintlich rein expressiven Charakter seiner Arbeiten stehen eine komplexe Struktur der Selbstorganisation, das Ausloten der physiologischen Bewegung im Raum und unterschiedliche Bewusstseins- und Energieebenen. Denkt man sich diese Organisationsstruktur zur Arbeit gehörig und setzt sie in ein Verhältnis dazu, wird die Zeichnung zu einem Medium, das uns das nicht Sichtbare vors Auge führt.
International bekannt wurde Zitko vor allem durch seine raumgreifenden in situ Zeichnungen, beispielsweise im Arnolfini, Bristol und im Hamburger Bahnhof, Berlin, deren Linienführung über räumliche Distanzen, Mauervorsprünge und Nischen wohldurchdachte Bezugspunkte aufweist, um den Eindruck der ununterbrochenen Linie aus unterschiedlichen Perspektiven zu erzeugen.

## Ausstellungen (Auswahl seit 2000)
- 2000 Cheim & Read, New York
- 2001 International Contemporary Art, Museo de Arte Moderno, Mexiko-Stadt
- 2002 Galerie de l’École des Beaux-Arts, Caen
  - Uncommon Denominator, Mass MoCA, Massachusetts Museum of Contemporary Art, North Adams, MA
  - Galería Heinrich Ehrhardt, Madrid
- 2003 Cheim & Read, New York
  - Franz West Vis-à-Vis Otto Zitko, Tim Van Laere Gallery, Antwerpen (mit Franz West)
  - © Europe Exists, MMCA, Macedonian Museum of Contemporary Art, Thessaloniki
  - Galerie Elisabeth & Klaus Thoman, Innsbruck
- 2004 Österreichisches Kulturforum, Prag
  - Mährische Galerie Brünn (mit Josef Dabernig)
- 2005 Museum of Contemporary Art Kiasma, Helsinki
  - China retour, Mumok, Museum Moderner Kunst Stiftung Ludwig, Wien
- 2006 Galería Heinrich Ehrhardt, Madrid (mit Herbert Brandl)
  - Galerie Krobath Wimmer, Wien
  - Soleil Noir. Depression und Gesellschaft, Salzburger Kunstverein, Salzburg
  - Bunkier Sztuki – Contemporary Art Gallery, Krakau
- 2007 Galerie Elisabeth & Klaus Thoman, Innsbruck
  - Magic Line, Museion – Museum für moderne und zeitgenössische Kunst, Bozen
  - Galerie für zeitgenoessische Kunst (GfZK), Leipzig
- 2008 Espacio Marte, Mexiko-Stadt
- 2009 Die Kunst ist super!, Hamburger Bahnhof – Museum für Gegenwart, Berlin
- 2010 Me, Myself and I – Otto Zitko and Louise Bourgeois, Arnolfini, Bristol getting hot, Krobath, Berlin
- 2011 Otto Zitko - Pavel Háyek, Dům umění města Brna, Brünn
- 2012 The Essential Collection Zürich, Zürich
- 2015 Galería Heinrich Ehrhardt, Madrid
  - Im Licht der Öffentlichkeit Österreichische Kunst nach 1945, Tiroler Landesmuseum Ferdinandeum, Innsbruck
- 2017 Ästhetik der Veränderung, MAK – Österreichisches Museum für angewandte Kunst / Gegenwartskunst, Wien
- 2018 True Stories. A Show Related to an Era - The Eighties, Galerie Max Hetzler, Berlin
- 2019 Retroprospektiv, Lentos Kunstmuseum Linz, Linz
  - Wolfgang Gurlitt. Zauberprinz. Kunsthändler – Sammler, LENTOS – Kunstmuseum Linz, Linz
- 2020 In times like these,…, Crone Berlin, Berlin
- 2021 Otto Zitko – New Works, Crone Wien, Wien
  - Ludwig Wittgenstein. Fotografie als analytische Praxis, Leopold Museum, Wien
  - The 80s. Die Kunst der 80er Jahre, Albertina Modern, Wien
  - Galerie Krobath Wimmer, Wien

## Permanente Installationen
- 1994 Business-Park Wien
- 1996 S.M.A.K., Stedelijk Museum voor Actuele Kunst, Gent
- 1998 Grand Hyatt, Berlin
- 2001 Universitätsklinik, Innsbruck
  - Grand Hyatt, Berlin
- 2003 MMCA, Macedonian Museum of Contemporary Art, Thessaloniki
  - Pfarrkirche St. Andrä, Graz
- 2006 Restaurant Skopik & Lohn, Wien
- 2009 Premium Point, Bukarest
- 2011 Konzernzentrale Österreichische Volksbanken AG, Wien
- 2017 Haus Kapelle, Ostseeinsel Rügen

## Filmografie (Auswahl)
- 2013: River Plate